# Alcyonium manusdiaboli
Alcyonium manusdiaboli is een zachte koraalsoort uit de familie Alcyoniidae. De wetenschappelijke naam is gepubliceerd in 1767 door Linnaeus.